# Municipio de Rockland (condado de Venango)
El municipio de Rockland (en inglés: Rockland Township) es un municipio ubicado en el condado de Venango en el estado estadounidense de Pensilvania. En el año 2000 tenía una población de 1.346 habitantes y una densidad poblacional de 10 personas por km².

## Geografía
El municipio de Rockland se encuentra ubicado en las coordenadas 41°14′59″N 79°45′15″O / 41.24972, -79.75417.

## Demografía
Según la Oficina del Censo en 2000 los ingresos medios por hogar en la localidad eran de $31,129 y los ingresos medios por familia eran $34,491. Los hombres tenían unos ingresos medios de $31,477 frente a los $22,411 para las mujeres. La renta per cápita para la localidad era de $15,495. Alrededor del 12,7% de la población estaban por debajo del umbral de pobreza.